# Cammie King
Eleanore Cammack "Cammie" King (Los Angeles, (Californië) 5 augustus 1934 - Fort Bragg (Californië), 1 september 2010) was een Amerikaans actrice, die vooral bekend werd met haar kinderrol in de film Gone with the Wind uit 1939. Daar speelde ze de rol van de kleine Bonnie Blue Butler (de bijnaam van Eugenia Victoria), de dochter van de hoofdvertolkers Clark Gable en Vivien Leigh.
King was het petekind van Herbert Kalmus (1881-1963), de mede-oprichter van Technicolor. In 1949 huwde Kalmus met haar moeder Eleonore King (1903-1990). Cammie Kings carrière beperkte zich tot een aantal films tijdens haar jeugd. Nadien werkte ze 40 jaar lang bij de kamer van koophandel van Fort Bragg-Mendocino Coast. Zij stierf op 76-jarige leeftijd aan longkanker.

## Filmografie
- 1939 Gone with the Wind - Bonnie Butler
- 1939 Blondie Meets the Boss - Millie
- 1942 Bambi - als stemactrice voor Faline (een jong meisjeshert)